# René Lucas
Pour les articles homonymes, voir Lucas.
Auguste René Lucas, né le 17 juillet 1898 à Paris 20e et mort le 16 juin 1990 dans le 5e arrondissement de Paris,, est un physicien français, directeur de l'École supérieure de physique et de chimie industrielles de la ville de Paris de 1947 à 1968, professeur titulaire de chaire de physique générale à la faculté des sciences de l'université de Paris de 1956 à 1968 et membre de l'Académie des sciences.

## Biographie
Fils de Pauline Ramart-Lucas, future professeur titulaire de la chaire de chimie organique à la faculté des sciences de l'université de Paris, élève à l'École Lavoisier puis à l'École municipale de physique et de chimie industrielles de la ville de Paris (34e promotion), René Lucas devient assistant de Maurice de Broglie (1922), puis de Paul Langevin (1923) puis chef de travaux (1925), et professeur (1935) à l'École municipale de physique et de chimie industrielle. Il obtient le doctorat ès sciences physiques à la faculté des sciences de l'université de Paris en 1927. Dans les années 1930, il étudie avec Paul Langevin l'effet Brillouin qui renseigne sur les propriétés de vibration acoustique de la matière. En 1932, il découvre avec Pierre Biquard en même temps que Peter Debye, la diffraction de la lumière par les ondes ultrasonores. Il travaille également sur les dissymétries et les anisotropies des molécules, sur la propagation des ondes élastiques dans les fluides et les solides, sur la biréfringence acoustique, sur les tensions de radiation et sur les relations d'Einstein entre masse et énergie dans le cadre de la gravitation newtonienne.
Nommé maître de conférences à la faculté des sciences de l'université de Paris en 1942, d'abord pour le certificat d'études physiques, chimiques et biologiques, où Max Morand lui succède, puis (1er novembre 1945) à la maîtrise de conférences placée auprès de la chaire de recherches physiques de Jean Cabannes, à la suite de la nomination de Marcel Pauthenier comme professeur titulaire d'électrotechnique générale. D'abord nommé professeur titulaire à titre personnel, il succède à Jean Cabannes en 1956 comme titulaire de la chaire de physique, Raimond Castaing obtenant sa maîtrise de conférences, et devient alors directeur du laboratoire des recherches physiques de la faculté. À sa retraite il sera remplacé à la direction du laboratoire par Jean-Paul Mathieu. 
Il est élu membre de l'Académie des sciences le 8 juin 1964 d'abord en tant qu'académicien libre, puis, à la suite de la disparition de ce statut, en 1976, en tant que membre de la section de physique. René Lucas n'a pas souhaité posséder une épée d'académicien (Cf. Hommage à René Lucas, cérémonie sous la présidence de Monsieur le duc de Broglie, de l’Académie Française, secrétaire perpétuel de l’Académie des Sciences, Paris, 10 décembre 1966).

## Publications
- Sur les dispersions rotatoires des solutions, thèse de doctorat en sciences physiques, Paris, Masson, 1927.
- Piézoélectricité, Paris, Hermann, 1937.
- Effet Volta, thermo-électricité, Paris, Hermann, 1937.
- Le Rôle social de la recherche scientifique, avec Ernest Kahane, Daniel Florentin et André Langevin, Paris, Union rationaliste, Les Cahiers rationalistes, 1951.
- Électrostatique, électrodynamique, Paris, Hermant, 1953.
- Paul Langevin, Paris, Union Rationaliste, Les Cahiers rationalistes, 1953.
- Élasticité, optique, électromagnétique, Paris, Hermant, 1955.
- Acoustique, Paris, Hermant, 1958.
- Notice sur les titres et travaux scientifiques de René Lucas, Paris, Société d'édition d'enseignement supérieur, 1960.
- Sur les pseudo-battements observés dans les points sourds des salles réverbérantes, avec Benjamin Bladier, Paris, Académie des sciences, 1965.
- Notice sur la vie et l'œuvre de Louis Hackspill, Paris, Académie des sciences, 1966.
- Sur les états sonores transitoires propagés dans des tuyaux, avec Benjamin Bladier, Paris, Académie des Sciences, 1968.
- Sur la déformation de la parole dans des conditions de réverbération, avec Benjamin Bladier et François Santon, Paris, Académie des Sciences, 1968.
- Sur les fréquences participant à l'extinction d'un son pur dans un système à une dimension, avec Benjamin Bladier et Jean Jacques, Paris, Académie des Sciences, 1969.
- Sur les phases de transitoires sonores propagés dans des tuyaux, Paris, Académie des Sciences, 1970.
- Sur l'influence du débouchage de trous latéraux sur les sons rayonnés par un tuyau ouvert, Paris, Académie des Sciences, 1972.
- Hommage à Paul Langevin, avec Éliane Montel, Les Cahiers Rationalistes, 1972.
- Visualisation et critères de phase de sons complexes, Paris, Académie des Sciences, 1973.
- Vie et œuvre de Georges Champetier, Paris, 1981.